# 21:9アスペクト比
21:9（"twenty-one by nine"）は、シネマスコープおよび同等の最新のアナモルフィック形式で記録されたフィルムを表示するように設計された。64:27（2.370:1または21.33:9）のウルトラワイドアスペクト比を表すコンシューマエレクトロニクス（CE）マーケティング用語。この画面のアスペクト比の主な利点は、より一般的な16:9と比較して、この形式でコンテンツを表示するときに画面の上部と下部に黒いバーがないことと、アスペクト比が小さい他のコンテンツを表示するときに一定表示の高さである。
「21:9」の64:27アスペクト比は、既存のビデオアスペクト比4:3（SDTV）と16:9（HDTV）を拡張したもので、4:3の3乗である。従来のHDTVの16:9は4:3の2乗。これにより、電子スケーラーと光学アナモルフィックレンズは、簡単に実装できる4:3（1.33:1）の倍率を使用できる。
{\displaystyle {\tfrac {4}{3}}^{1}={\tfrac {4}{3}}=} SDTV
{\displaystyle {\tfrac {4}{3}}^{2}={\tfrac {4}{3}}\cdot {\tfrac {4}{3}}={\tfrac {16}{9}}=} HDTV
{\displaystyle {\tfrac {4}{3}}^{3}={\tfrac {4}{3}}\cdot {\tfrac {4}{3}}\cdot {\tfrac {4}{3}}={\tfrac {64}{27}}=} 「21:9」
「21:9」という用語は、2009年1月にフィリップスによって最初に使用されたマーケティング用語として選択された。
最小公分母であるため、21:9は、正しい64:27ではなく、通常のHDTVのアスペクト比である16:9との関連性が高くなる。実際に21:9（2.33:1）の場合、分数は、標準解像度のTVの4:3に関連して、7:3として縮小形式で表すこともできる。
このアスペクト比の民生用テレビは、主に2010年から2017年にかけて製造された。標準の16:9コンテンツでピラーボックスを引き起こし 、その結果、消費者の受け入れが低くなるため、この画面形式はそれ以来ほとんど使用されていない。
アナモルフィックレンズを使用したプロジェクションシステムでは今でも普及しており、Blu-rayプレーヤーやビデオスケーラーなどの多くの家電機器でサポートされている。
また、「21:9」という用語は、64:27に加えて43:18と12:5のアスペクト比を表すことができるコンピューターモニターでも使用されうる。より広い画面は、マルチタスクとより没入型のゲーム体験の利点を提供し、32:9（2つの16:9ビューを並べて使用できる）などのアスペクト比のさらに広いウルトラワイド画面が利用可能である。

## 一定の画像の高さ
アスペクト比が異なるコンテンツでは、アスペクト比が固定されたディスプレイにそのようなコンテンツを表示するときに調整を行う必要がある。コンテンツの損失（トリミングによる）または歪み（ストレッチによる）を回避するために、画像を調整するために、通常は黒で目立たないように、均一な色の水平または垂直のバーが追加される。黒いバーが見過ごされているため、コンテンツのアスペクト比を切り替えると、画像の画像サイズが変化する効果がある。
21:9ディスプレイでは、画像の左右の垂直バーを変更して、スコープのアスペクト比までのすべてのコンテンツを同じ高さで表示できる。21:9ディスプレイでは、メインの画像領域を表す大きな中央の円が一定のサイズのままであり、コンテンツのアスペクト比に応じて他の2つの円で変化することに注意する。
|            | 4:3コンテンツ             | 16:9コンテンツ             | 21:9コンテンツ             |
| ---------- | ------------------------- | -------------------------- | -------------------------- |
| 4:3テレビ  | 4:3 TVの4:3コンテンツ     | 4:3 TVの16:9コンテンツ     | 4:3 TVの21:9コンテンツ     |
| 16:9テレビ | 16:9テレビの4:3コンテンツ | 16:9テレビの16:9コンテンツ | 16:9テレビの21:9コンテンツ |
| 21:9テレビ | 21:9テレビの4:3コンテンツ | 21:9テレビの16:9コンテンツ | 21:9 TVの21:9コンテンツ    |

## 映画フィルムフォーマットと21:9
「21:9」デジタルフォーマットのアスペクト比は約。 2.37:1は、従来のシネマスコープのアスペクト比（1678:715、約2.35:1）と最新のアナモルフィック・ワイドスクリーンシネマティックテクニックのアスペクト比（1024:429、約2.39:1）の間に位置し、わずかな偏差で両方に一致する。 

## 標準化

### HDMI
2013年5月の時点で、この64:27アスペクト比のビデオタイミングは、HDMIインターフェイスのビデオタイミングを定義する技術仕様であるCTA 861-F:
- 1280×720p、4:3のアナモルフィックピクセルアスペクト比
- 1680×720p、64:63のほぼ正方形のピクセルアスペクト比
- 1920×1080p、4:3のアナモルフィックピクセルアスペクト比
- 2560×1080p、正方形ピクセルのアスペクト比
- 3840×2160p、4:3のアナモルフィックピクセルアスペクト比

2016年11月、CTA（以前のCEA）はCTA-861-Gを公開し、64：27にこれらの追加のビデオタイミングと追加のフレームレート（48 Hz、100/120 Hz UHD）：
- 5120×2160p、正方形ピクセルアスペクト比
- 7680×4320p、4:3のアナモルフィックピクセルアスペクト比
- 10240×4320p、正方形ピクセルアスペクト比

上記のすべてのタイミングは、23.97、24、25、29.97、30、47.95、48、50、59.94、60、100、119.88、および120 Hzのフレームレートでサポートされている。

### ブルーレイ
Panamorphが主導して、フルHD、3D、およびUltra HD Blu-ray仕様に21:9のアスペクト比のアナモルフィックビデオのサポートを追加する取り組みが行われた。この機能は最終仕様に含まれなかった。
ブルーレイディスクの画像にレターボックスが含まれていることを考えると、これは事実上、ワイドスクリーンムービーが16:9のスペースに表示され、上下に黒いバーが表示されることを意味する。
同じくPanamorphによって開始されたFoldedSpace社は、アナモルフィック21:9ビデオを標準プレーヤーと互換性のある方法でBlu-rayに配置する独自のソリューション、MFEに取り組んでいた。
Oppo BDP-203 / 205などの高度なBlu-rayプレーヤーは、21:9出力モードにすることができる。このモードでは、プレーヤーは、レターボックス化されたディスクのムービーコンテンツの21:9中央部分を抽出し、21:9の16:9メニューと字幕を再配置することができる。

### ストリーミングサービス
ビデオストリーミングおよびダウンロードサービスは、独自の技術インフラストラクチャを使用しており、標準化された配信サービス（放送や光ディスクなど）と同じフレームアスペクト比に関する厳格なルールに限定されない。したがって、多くの場合、アスペクト比調整バー（レターボックスまたはピラーボックスバー）を使用せずに、コンテンツをアクティブフレームとしてエンコードする。アスペクト比が2.39:1の映画は、ストリーミングクライアントがそのようなビデオモードをサポートしている限り、21:9の出力ビデオタイミングに自然に一致する。2.00:1や2.20:1などの他の広いアスペクト比のコンテンツでも本質的に一致する。このようなシステムでの出力フレームの使用を最大化する。AmazonプライムビデオとYouTubeはウルトラワイドの映画/ビデオをサポートしているが、TubiTVはサポートしていない。Netflixは、最近のコンテンツをWebブラウザーで表示するときに、ウルトラワイドディスプレイのサポートを追加した。

## 消費者向けデバイス

### フラットパネルテレビ
水平解像度が1920のすべてのBlu-rayディスクコンテンツの垂直解像度は1080であるが、16:9より広いワイドスクリーン形式の場合、画像はレターボックス付きの16:9ディスプレイに表示される。フィリップスの「Cinema21:9」TVは、1920の水平解像度を2560の全幅にスケーリングし、シネマスコープ画像の800以上のピクセル（実際のピクセル数は異なります）を1080にスケーリングすることで、黒いバーを排除し、黒いスペースがトリミングされた。その結果、画面全体に画像が表示されるが、スケーリングを使用しているため、高品質は提供されない。レターボックス化されていない画像で画面を埋めることを目的としているにもかかわらず、ズームモードでは、端がトリミングされる可能性がある。1920×1080のフルイメージを持つコンテンツはで画面の中央に表示することができピラーボックス、および視聴者が全幅でシネマスコープの内容を表示しないように選択する必要があり、額縁放送で表示される。

#### フィリップス
フィリップスの「シネマ21:9」テレビは、このアスペクト比で最初の液晶テレビである。最初に発売されたモデルは56インチの画面サイズであったが、従来の16:9の42インチのテレビよりも背が高くなかった。2010年と2011年にリリースされたモデルの画面サイズは50インチと58インチ。
初期のレビューでは、しばらくの間市場に参入したのは「最もクールなテレビの1つ」であると主張していた。このセットは、2009年6月18日のリリース日に先立って英国でプレビューされた。リリース前の発売イベントは、2009年6月を通して多くのフィリップス小売店で開催された。
シネマ21:9を取り巻くオンライン広告キャンペーン「カルーセル（広告）」は、広告業界で最も権威のある賞であるカンヌライオンズ国際広告祭のグランプリを受賞した。
2012年、フィリップスは需要不足のため、21:9テレビすべての生産を停止した。

#### ビジオ
Vizioは、同じ解像度の独自のシネマTVを採用し、米国では同様に「21:9」として販売している。
パネル解像度2560×1080の58インチテレビは2012年と2013年に販売され、その後販売を終了した。計画された50インチモデルは市場に出なかった。

#### LG
LGは、パネル解像度が2560x1080（64:27）、3440x1440（43:18）、3840x1600（12:5）、5120x2160（64:27）のモニターが多数あり、後者は21:9アスペクト比で「5K2K」としてLGによって宣伝されている。
その後、Acer、AOC、Asus、BenQ、Dell、 Gigabyte、HP、Iiyama、Lenovo、MSI、NEC、Philips、Samsung、Viewsonicなどの他のモニターメーカーもそれに続いている。
CES 2014で、LGは105UC9を発表。最初の2つのウルトラワイド5Kスクリーンの1つである5120×2160パネルを備えた105インチの湾曲した液晶テレビ。LGは2015年の初めにテレビの販売を開始した。その年に市場で唯一のウルトラワイドテレビで米国で$ 100,000であった。

#### サムスン
また、CES 2014で、 サムスンは5120×2160の解像度を持つ105インチの湾曲したLCD TVを発表した。これは、もう1つの最初のUW5K 21:9スクリーン。

#### BOE
中国のパネルメーカーであるBOEは、2015年のディスプレイウィークカンファレンスで、解像度10240x4320（UW10K）のUltra-Wide 10K 21:9TVを発表した。

### フロントプロジェクション
アスペクト比が16:9のワイドスクリーンプロジェクターは、4/3の水平ストレッチまたは垂直スクイーズアナモルフィックレンズを取り付けることで21:9に変換できる。これにより、1920×1080（FullHD）または3840×2160（UHD）などの標準的な投影画像が21:9のアスペクト比に光学的にスケーリングされる。これらのレンズは、IscoやZeissなどの光学企業によって製造され、Panamorphなどの企業によってホームシアター市場に提供されている。DIYアナモルフィックレンズは、2つまたは4つの三角プリズムで作られている。アナモルフィックレンズを装備したプロジェクターの他に、デジタルプロジェクション、投影設計及びAvielo 2560×1440の2560x1080画素利用プロジェクタリリースしたDLPの球面レンズとチップ。

### コンピューターモニター
主に映画のコンテンツを対象としたものではないが、コンピューターディスプレイは、「21:9」として販売されているこのアスペクト比やその他のワイドアスペクト比を利用して、デスクトップスペースを拡張している。市場での一般的な解像度は以下のとおり。
| 解像度                                                                     | アスペクト比 | アスペクト比 |
| -------------------------------------------------------------------------- | ------------ | ------------ |
| 2560×1080、5120×2160、7680×3240、10240×4320                                | 64:27        | 2. 370       |
| 3440×1440、5160×2160、6880×2880                                            | 43:18        | 2.3 8        |
| 1920×800、2880×1200、3840×1600、4320×1800、5760×2400、7680×3200、8640×3600 | 12:5         | 2.4          |

ウルトラワイドページには、映画の2.35:1から2.40:1の範囲外のPCモニターのアスペクト比が記載されている。

### スマートフォン
注：技術的には、スマートフォンの画面が垂直であるため、21:9のスマートフォンは存在しない。ただし、スマートフォンを横向きモードに90度回転させると、水平方向の比になる。21:9は、横軸が21ピクセルの場合、縦軸が9ピクセルであることを意味する。スマートフォンの正しい用語である9:21は、垂直と水平方向の順番がディスプレイで使われる比の順番に対して反対になっている（垂直21、水平9）。

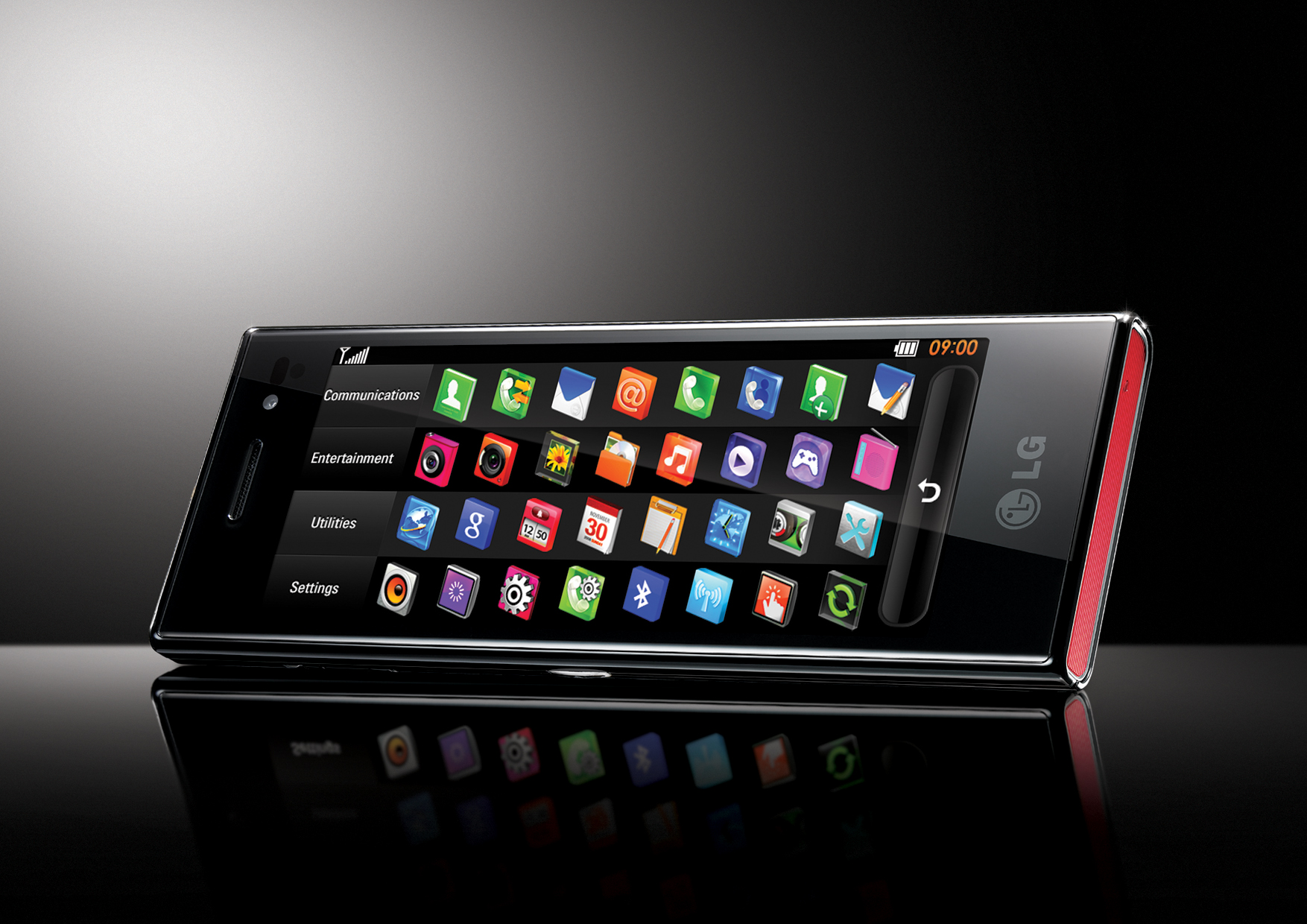
LG New Chocolate（BL40）は、4インチTFTディスプレイを使用した、アスペクト比21:9の最初のモバイルデバイス。

| Device                  | Display specs and resolution                           | Pixel density | Screen-body ratio | Date announced | Notes                                              |
| ----------------------- | ------------------------------------------------------ | ------------- | ----------------- | -------------- | -------------------------------------------------- |
| LG New Chocolate (BL40) | 4 inch HVGA TFT LCD (345 × 800)                        | 217 ppi       | 57.7%             | 2009年8月3日   |                                                    |
| Sony Xperia 1           | 6.5 inch 4K HDR OLED (1644 × 3840)                     | 643 ppi       | 82%               | 2019年2月25日  |                                                    |
| Sony Xperia 10          | 6.0 inch Full HD+ IPS LCD (1080 × 2520)                | 457 ppi       | 79.3%             | 2019年2月25日  |                                                    |
| Sony Xperia 10 Plus     | 6.5 inch Full HD+ IPS LCD (1080 × 2520)                | 422 ppi       | 81%               | 2019年2月25日  |                                                    |
| Sony Xperia 5           | 6.1 inch Full HD+ HDR OLED (1080 × 2520)               | 449 ppi       | 80.9%             | 2019年9月5日   |                                                    |
| Sony Xperia L4          | 6.2 inch HD+ IPS LCD (720 × 1680)                      | 295 ppi       | 79.5%             | 2020年2月20日  |                                                    |
| Sony Xperia 10 II       | 6.0 inch Full HD+ OLED (1080 × 2520)                   | 457 ppi       | 77.6%             | 2020年2月24日  |                                                    |
| Sony Xperia 1 II        | 6.5 inch 4K HDR OLED (1644 × 3840)                     | 643 ppi       | 84%               | 2020年2月24日  |                                                    |
| Sony Xperia Pro         | 6.5 inch 4K HDR OLED (1644 × 3840)                     | 643 ppi       | 76%               | 2020年2月24日  |                                                    |
| Sony Xperia 5 II        | 6.1 inch 120 Hz Full HD+ HDR OLED (1080 × 2520)        | 449 ppi       | 80.9%             | 2020年9月17日  |                                                    |
| Sony Xperia 10 III      | 6.0 inch Full HD+ HDR OLED (1080 × 2520)               | 457 ppi       | 80.3%             | 2021年4月14日  |                                                    |
| Sony Xperia 5 III       | 6.1-inch 120 Hz Full HD+ HDR OLED (1080 × 2520)        | 449 ppi       | 81.4%             | 2021年4月14日  |                                                    |
| Sony Xperia 1 III       | 6.5-inch 120 Hz 4K HDR OLED (1644 × 3840)              | 643 ppi       | 84.2%             | 2021年4月14日  |                                                    |
| Motorola One Vision     | 6.3 inch Full HD+ LTPS IPS LCD (1080 × 2520)           | 435 ppi       | 82.5%             | 2019年5月15日  |                                                    |
| Motorola One Action     | 6.3 inch Full HD+ LTPS IPS LCD (1080 × 2520)           | 435 ppi       | 82.5%             | 2019年8月15日  |                                                    |
| Motorola One 5G         | 6.7 inch 90 Hz Full HD+ HDR LTPS IPS LCD (1080 × 2520) | 409 ppi       | 84.3%             | 2020年8月31日  |                                                    |
| Motorola Razr (2020)    | 6.2 inch HD+ P-OLED (876 × 2142)                       | 373 ppi       | 70.7%             | 2019年11月14日 | Internal display only, actual aspect ratio is 22:9 |
| Moto G100               | 6.7 inch 90 Hz Full HD+ IPS LCD (1080 × 2520)          | 409 ppi       | 84.1%             | 2021年3月25日  |                                                    |
| Samsung Galaxy Fold     | 4.6 inch HD+ Super AMOLED (720 × 1680)                 | 397 ppi       | 48.8%             | 2019年2月20日  | External display only                              |
| Samsung Galaxy Z Flip   | 6.7 inch Full HD+ Dynamic AMOLED (1080 × 2636)         | 425 ppi       | 82.4%             | 2020年2月11日  | Internal display only, actual aspect ratio is 22:9 |
| Samsung Galaxy Z Fold 2 | 6.2 inch HD+ Super AMOLED (816 × 2260)                 | 386 ppi       | 73.2%             | 2020年8月5日   | External display only, actual aspect ratio is 25:9 |
| Huawei Mate X2          | 6.45 inch 90 Hz Full HD+ OLED (1160 × 2700)            | 456 ppi       | 80.6%             | 2021年2月22日  | External display only                              |